# Publio Acilio Atiano
Publio Acilio Atiano (en latín, Publius Acilius Attianus) fue un caballero romano nacido en la segunda mitad del siglo I y muerto en la primera del II. 

## Biografía
Originario de Itálica y amigo de Publio Elio Adriano Afro, padre del emperador Adriano, de quien acabó convirtiéndose en tutor cuando éste quedó huérfano en 85.
Siendo prefecto del pretorio en 117, acompañó a Trajano en su expedición contra los partos. Estuvo junto a su lecho de muerte, ayudando a la emperatriz Plotina para que su marido nombrara a Adriano su sucesor. Algo más tarde, en 119 Atiano cesó como prefecto del pretorio e ingresó en el Senado con rango consular. Con ello, Adriano presumiblemente premiaba sus valiosos servicios, pero algunos interpretaron el honor como un modo de apartarle de cargos menos honorables pero más influyentes, tras el escándalo del llamado complot de los cuatro consulares, cuando varios amigos y colaboradores del difunto Trajano —entre ellos los consulares Gayo Avidio Nigrino, Lusio Quieto, Aulo Cornelio Palma y Lucio Publilio Celso—, presuntamente opuestos al nuevo emperador, fueron acusados de conspirar contra Adriano y sumariamente ejecutados por Atiano en diversos lugares de Italia.
Se carece de ulteriores noticias sobre su persona.